# Max Balter
Maximilian Balter (geboren am 5. Dezember 1905 in Czernowitz, Bukowina, Österreich-Ungarn; gestorben am 23. April 1960 in New York) war ein österreichischer Schauspieler.

## Leben
Maximilian Balter wurde 1905 als jüngstes von drei Geschwistern einer jüdischen Familie im damals österreichischen Czernowitz geboren. Seine Familie zog 1909 nach Wien in das Hinterhaus der Großen Stadtgutgasse 34. Maximilian Balter besuchte dort zunächst das Gymnasium an der Kleinen Sperlgasse und wechselte in der 7. Klasse an das Bundesreformrealgymnasium in Wien 8. Anschließend studierte er an der Universität Wien Deutsche Literatur, Philosophie/Psychologie und Kunstgeschichte. Parallel dazu studierte er Schauspiel an der späteren Universität für Musik und darstellende Kunst Wien bei Armin Seydelmann. 1932 und 1933 besuchte er auch das Max Reinhardt Seminar.
Ab 1927 war er als Schauspieler tätig, unter anderem gehörte er den Ensembles des Deutschen Volkstheaters (1926/27 bis 1929/1930), des Stadttheaters Meißen (1928/29), des Stadttheaters Aussig an der Elbe (1930/31), beim Stadttheater Innsbruck sowie der zweiten Spielzeit des Exiltheaterensembles „Die Komödie“ in Luxemburg an. Er war außerdem Teil des Insel-Ensembles. Seine letzten Engagements hatte er bei zwei Wiener Kleinbühnen, dem Theater für 49, bei dem 1936 Ödön von Horváths Glaube Liebe Hoffnung aufgeführt wurde, sowie im Modernen Theater am Schwarzenbergplatz 1937.
Durch den Austrofaschismus fand er später keine Anstellung mehr und war als Sekretär und Journalist tätig. Er wohnte weiter mit seiner Schwester Sylvia Balter in der ehemals elterlichen Wohnung, bis es nach dem Anschluss Österreichs zu den Novemberpogromen 1938 kam und sie ihre Wohnung räumen mussten. Sie kamen zunächst bei Verwandten unter.
Balter versuchte das Land zu verlassen, war aber völlig mittellos. Mit Unterstützung der Auswanderungsabteilung der Israelitischen Kultusgemeinde erhielt er Ende Juli 1939 eine Fahrkarte nach Mailand. Er konnte Italien vor dem Kriegseintritt 1940 nicht verlassen und wurde zunächst im Staatsgefängnis San Vittore inhaftiert und kam später in das Internierungslager Tortoreto Stazione in den Abruzzen. 1943 wurde er nach Istonio Marina verlegt. Dort gelang ihm die Flucht in die Berge, wo er sich bis ins UNRRA-Camp IT 34 in Santa Maria al Bagno in Apulien durchschlug. Nach drei Jahren wurde er ins UNRRA-Camp (IT 197) nach Palese verlegt und Ende 1947 kam er in ein DP-Lager der Internationalen Flüchtlingsorganisation. Er hoffte auf eine Emigrationsmöglichkeit in die Vereinigten Staaten. 1948 gab er zunächst auf und zog nach England, wo seine Schwester Sylvia eine Anstellung als Haushälterin gefunden hatte. Er arbeitete dort als Magazineur in einer Reifenfabrik.
Anfang 1950 wanderte er schließlich doch noch in die Vereinigten Staaten aus. In Manhattan arbeitete er bei einem Transportunternehmen und heiratete. Am 23. April 1960 beging er Selbstmord.